# Ministerråd
Ministerråd kan vara namn på ett lands regering eller användas som en informell benämning på ministrarna som ett kollegium, även kallat ministär. Beteckningen skiljer sig från statsråd som också kan vara ett regeringsorgan, men där fler medlemmar än enbart ministrar kan ingå, exempelvis landets statschef för att regeringen officiellt sett skall kunna vara beslutsmässig.
Ministerråd kan också vara en benämning på ett kollegium av ministrar från olika länder inom en mellanstatlig organisation. Inom Europeiska unionen är ministerrådet, formellt kallat Europeiska unionens råd, en del av unionens lagstiftande gren tillsammans med Europaparlamentet. Nordiska rådet är ett samarbete mellan de nordiska ländernas parlament, medan Nordiska ministerrådet är ett samarbete mellan de nordiska ländernas regeringar.

## Sverige
Författningsutredningen 1963 föreslog att ministerråd också i Sverige skulle vara beteckning på ett regeringssammanträde. Den tidigare allmänna beredningen skulle då få sin status höjd från beredningssammanträde inför konselj till ett sammanträde där regeringen formellt fattar beslut. Termen i 1974 års regeringsform, för det sammanträde där regeringen fattar beslut, blev istället helt enkelt regeringssammanträde.